# جرج جولوان
جرج جولوان (انگلیسی: George Joulwan؛ زادهٔ ۱۶ نوامبر ۱۹۳۹) ژنرال بازنشسته نیروی زمینی ایالات متحده آمریکا است، که در فاصله سال‌های ۱۹۹۳ تا ۱۹۹۷ به‌عنوان یازدهمین فرمانده عالی متفقین اروپا فعالیت می‌کرد و فرماندهی اروپایی ایالات متحده آمریکا را برعهده داشت.
جولوان فعالیت نظامی را از سال ۱۹۶۱ در نیروی زمینی آمریکا آغاز کرد، از ۱۹۷۹ تا ۱۹۸۱ فرماندهی تیپ ۲ پیاده را برعهده داشت، از ۱۹۸۳ تا ۱۹۸۵ مدیر توسعه نیروی وزارت نیروی زمینی بود و در فاصله سال‌های ۱۹۸۵ تا ۱۹۸۸ به‌عنوان معاون عملیات نیروی زمینی آمریکا در اروپا فعالیت می‌کرد.
وی از ۱۹۸۸ تا ۱۹۸۹ فرمانده لشکر ۳ زرهی بود، در فاصله سال‌های ۱۹۸۹ تا ۱۹۹۱ به‌عنوان فرمانده سپاه پنجم آمریکا فعالیت می‌کرد و از ۱۹۹۱ تا ۱۹۹۳ فرماندهی جنوبی ایالات متحده آمریکا را برعهده داشت.